# Georgós
Georgós (Γεωργός: El labrador) es una comedia de Menandro que pone en escena el conflicto entre dos familias de distinta condición social. Mírrina, una mujer de origen humilde, tiene una hija joven que ha sido violada por su joven vecino, perteneciente a una familia mucho más rica. Pero el padre del joven, que acaba de regresar de un largo viaje, tenía preparada la boda de su hijo con otra chica que es además su hermanastra.
El texto está muy deteriorado y solo de manera conjetural se puede predecir el desenlace, aunque es probable que la obra concluyera, tras no pocas peripecias, con la boda final de los dos jóvenes enamorados.

## Enlaces
- Catálogo del Perseus Project.

- Datos: Q5481298